# Liste des musées du Worcestershire
Cette liste des musées du Worcestershire, Angleterre contient des musées qui sont définis dans ce contexte comme des institutions (y compris des organismes sans but lucratif, des entités gouvernementales et des entreprises privées) qui recueillent et soignent des objets d'intérêt culturel, artistique, scientifique ou historique. leurs collections ou expositions connexes disponibles pour la consultation publique. Sont également inclus les galeries d'art à but non lucratif et les galeries d'art universitaires. Les musées virtuels ne sont pas inclus.

## Musées
| Nom                                               | Image | Ville/City          | District          | Type              | Résume |
| ------------------------------------------------- | ----- | ------------------- | ----------------- | ----------------- | --- |
| Almonry Museum and Heritage Centre                |       | Evesham             | Wychavon          | Local             | website, l'histoire locale, la vie rurale, l'agriculture, les métiers et les expositions d'histoire sociale dans un bâtiment du XIVe siècle était autrefois la maison à l'aumônier de l'abbaye d'Evesham                                    |
| Avoncroft Museum of Historic Buildings            |       | Stoke Heath         | Bromsgrove        | Open air          | Plus de 25 bâtiments historiques et structures déplacés d'autres endroits, y compris les maisons, un moulin à vent, une église, une grange, une écurie, une collection de kiosques téléphoniques                                            |
| Bewdley Museum                                    |       | Bewdley             | Wyre Forest       | Multiple          | website, histoire locale et sociale, prison de ville, abri antiaérien de la seconde guerre mondiale, exposition de fonderie de laiton du XVIIIe siècle, expositions d'art, démonstrations d'artisanat et de métiers historiques             |
| Bredon Barn                                       |       | Bredon              | Wychavon          | Site historique   | website, Exploité par le National Trust, grange du XIVe siècle en pierre |
| Broadway Museum & Art Gallery                     |       | Broadway            | Wychavon          | Local             | website Situé dans une auberge de Coaching du XVIIe siècle, affiche sur l'histoire de Broadway, l'histoire de la laine, l'histoire des entraîneurs, avec des expositions de l'Ashmolean Museum Oxford, et des expositions d'art temporaires |
| Churchill Forge Mill                              |       | Churchill           | Wyre Forest       | Industriel        | Moulins à eau utilisé pour produire des outils en métal, ouvert certains jours |
| Commandery                                        |       | Worcester           | Worcester         | Historique        | Affiche sur l'histoire anglaise et le bâtiment historique au cours de différentes époques, y compris les époques médiévale, Tudor, guerre civile, géorgienne, victorienne et des années 1950                                                |
| Croome Park                                       |       | Besford             | Wychavon          | Site historique   | Exploité par le National Trust, le manoir non aménagé de Croome Court conçu par Capability Brown et Robert Adam, parc paysager de Brown |
| Droitwich Spa Heritage Centre                     |       | Droitwich Spa       | Wychavon          | Local             | information, histoire locale et centre des visiteurs, industrie du sel, Émetteur de Droitwich |
| Elgar Birthplace Museum                           |       | Lower Broadheath    | Malvern Hills     | Maison historique | Lieu de naissance et maison du compositeur Edward Elgar |
| Forge Mill Needle Museum                          |       | Redditch            | Redditch          | Industriel        | Patrimoine des industries de l'aiguille et de l'attirail de pêche |
| George Marshall Medical Museum                    |       | Worcester           | Worcester         | Médical           | website, histoire et artefacts sur le développement des soins médicaux, boutique d'apothicaire reconstruite et salle d'opération, masques mortuaire des prisonniers exécutés par pendaison                                                  |
| Gordon Russell Museum                             |       | Broadway            | Wychavon          | Art               | website, œuvre du fabricant de meubles Sir Gordon Russell MC, incluant des meubles et des dessins |
| The Greyfriars                                    |       | Worcester           | Worcester         | Maison historique | website, Exploité par le National Trust, maison à ossature de bois du XIVe siècle avec des ajouts au début du XVIIe siècle et XVIIIe siècle, collection de textiles                                                                         |
| Hagley Hall                                       |       | Hagley              | Bromsgrove        | Site historique   | Maison du XVIIIe siècle avec chambres d'État, collection de meubles Chippendale du XVIIIe siècle et portraits de famille |
| Hanbury Hall                                      |       | Hanbury             | Wychavon          | Site historique   | Exploité par le National Trust, maison et jardins de style William and Mary du début du XVIIIe siècle |
| Harvington Hall                                   |       | Chaddesley Corbett  | Wyre Forest       | Site historique   | Manoir médiéval et élisabéthain |
| The Infirmary                                     |       | Worcester           | City of Worcester | Musée médical     | website, exposition interactive sur le campus de l'Université de Worcester combinant histoire, science, art et technologie pour explorer les histoires médicales de l'une des plus anciennes infirmeries d'Angleterre.                      |
| Kidderminster Railway Museum                      |       | Kidderminster       | Wyre Forest       | Chemin de fer     | website, artefacts ferroviaires |
| Little Malvern Court                              |       | Little Malvern      | Malvern Hills     | Maison historique | Salle du XVe siècle, cellules des moines et autres salles du monastère bénédictin, collection de vêtements, broderies et peintures |
| Madresfield Court                                 |       | Madresfield         | Malvern Hills     | Maison historique | Manoir en ruine, collections de meubles, d'art et de porcelaine, visites sur rendez-vous |
| Malvern Museum                                    |       | Malvern             | Malvern Hills     | Local             | L'histoire locale dans les salles d'époque |
| Middle Littleton Tythe Barn                       |       | Middle Littleton    | Wychavon          | Site historique   | website, exploité par le National Trust, Grange dîmière du XIIIe siècle |
| Military Wireless Museum in the Midlands          |       | Kidderminster       | Wyre Forest       | Militaire         | Collection d'équipements militaires de communication sans fil du monde entier |
| Morgan Motor Company                              |       | Malvern Link        | Malvern Hills     | Transport         | Visites d'usines et musées avec véhicules, histoire de l'entreprise, développements technologiques |
| Museum of Carpet                                  |       | Kidderminster       | Wyre Forest       | Industrie         | website, histoire de l'industrie locale de la moquette |
| Pershore Heritage Centre                          |       | Pershore            | Wychavon          | Local             | website, histoire locale et sociale |
| Stourport Canal Basins                            |       | Stourport-on-Severn | Wyre Forest       | Transport         | website, les salles du patrimoine présentent des artefacts et des expositions sur les bassins du canal du Staffordshire et du Worcestershire                                                                                                |
| Tenbury Museum                                    |       | Tenbury Wells       | Malvern Hills     | Local             | Histoire locale |
| Transport Museum, Wythall                         |       | Wythall             | Bromsgrove        | Transport         | Autobus, véhicules électriques à batterie, chemin de fer à vapeur miniature, souvenirs |
| Tudor House Heritage Centre                       |       | Worcester           | Worcester         | Historique        | website, maison Tudor à pans de bois avec des artefacts historiques reflétant son utilisation à différents âges, histoire sociale locale, anciennement le musée de la vie locale                                                            |
| Tudor House Museum                                |       | Upton-upon-Severn   | Malvern Hills     | Local             | website, histoire locale |
| Worcester City Art Gallery & Museum               |       | Worcester           | Worcester         | Multiple          | website,art, histoire locale, histoire naturelle, géologie, archéologie, histoire sociale, pharmacie d'époque, collections du Worcestershire Regiment et de Worcestershire Yeomanry Cavalry                                                 |
| Worcester Porcelain Museum                        |       | Worcester           | Worcester         | Art               | Anciennement connu sous le nom de Musée Dyson Perrins, collection de porcelaine Royal Worcester |
| Worcestershire County Museum at Hartlebury Castle |       | Stourport-on-Severn | Wyre Forest       | Multiple          | Histoire locale, salles d'époque, jouets, archéologie, costumes, artisanat local, industrie locale et transport, géologie et histoire naturelle, véhicules de transport                                                                     |
| Worcestershire Masonic Library & Museum           |       | Worcester           | Worcester         | Franc-maçonnerie  | website, Masonic médailles maçonniques, bijoux, céramiques, médailles, pièces de monnaie, livres, photographies et souvenirs |

## Musée fermé
- Bromsgrove Museum, Bromsgrove[3]